# الخريشية (بني سعد)

تعديل مصدري - تعديل

الخريشية هي إحدى قرى عزلة الوحاوح بمديرية بني سعد التابعة لمحافظة المحويت، بلغ تعداد سكانها 311 نسمة حسب تعداد اليمن لعام 2004.